# تووه ۳۹۳۴
سیارک ۳۹۳۴ (به انگلیسی: 3934 Tove، نامگذاری:1987DF1) سه هزار و نهصد و سی و چهارمین سیارک کشف شده‌است که در ۲۳ فوریه ۱۹۸۷ کشف شد.
قدر مطلق سیارک برابر ۱۳٫۱۰ است.